# Onthophagus plebejus
Onthophagus plebejus är en skalbaggsart som beskrevs av Johann Christoph Friedrich Klug 1855. Onthophagus plebejus ingår i släktet Onthophagus och familjen bladhorningar. Inga underarter finns listade i Catalogue of Life.